# Pontella mimocerami
Pontella mimocerami är en kräftdjursart som beskrevs av Fleminger 1957. Pontella mimocerami ingår i släktet Pontella och familjen Pontellidae. Inga underarter finns listade i Catalogue of Life.